# گلچین (موسیقی)
گلچین اصطلاحی است در فرهنگ موسیقی ایرانی یا فارسی. معمولا" به بهترین ترانه‌ها و آهنگ‌های یک یا چند خواننده یا بهترین‌های آهنگ‌ها در طبقه‌بندی‌های گوناگون گلچین می‌گویند. مثلا" می‌گویند گلچین آهنگ‌های گوگوش، گلچین ترانه‌های سال ۱۳۹۱، گلچین موسیقی سنتی ایران و مجموعه گلچین از بهترین آهنگ‌های موبایل.
گلچین کردن به معنای انتخاب بهترین‌های یک مجموعه می‌باشد و کاربردهای غیر موسیقی هم دارد، مثلا" می‌گویند گلچین اشعار سهراب سپهری یا گلچین احادیث علی بن ابی طالب و نظایر آن.